# Айрян
Айрян (старо изписване айран) е безалкохолна напитка, направена от кисело мляко, разредено с вода.
Може да се подправи допълнително със сол, черен пипер, маточина, мента или босилек. Може да се използва резливо и мазно кисело мляко с масленост над 4% или обикновено кисело мляко, смесено със сметана и лимонов сок.
Напитката е популярна на Балканите, в Иран, Турция, Азербайджан, Кюрдистан, Казахстан, Киргизстан, Афганистан и Ливан.
Според стандарта за производители, изготвен от Министерство на земеделието и храните: „наименованието „айран“ се използва за течен млечен продукт, претърпял млечнокисела ферментация, с добавка на вода под 50% и с добавена сол и съдържание на сол около 0,8%“.
Основната рецепта е от: кисело мляко и вода в пропорция 1:1 и сол на вкус. Айрянът се произвежда и в заводи от хранителната промишленост, като се продава готов в търговската мрежа. Напитката се сервира студена и е подходяща за горещите летни дни, както и за хора с ниско кръвно налягане.
Съгласно технологията на производство в предприятия за млекопреработка айрянът се приготвя от обезмаслено краве мляко с масленост 0,1% и киселинност 19 °T. След пастьоризация млякото се охлажда до 42 – 43 °C и се прибавя закваска. След получаване на плътен коагулум млякото се хомогенизира добре до течна консистенция.
В индийската кухня Аюрведа разделът с кисело мляко има напитка ласи, която е в сладък и солен вариант, също с различни подправки.

## История
Според някои кулинари айрянът е популярна напитка в древна Персия. Описана е през 1886 г. като студена напитка със заквасено мляко и мента. Според турските кулинари айрянът е традиционна турска напитка, консумирана от номадските турци към 1000 г. Те приписват произхода на напитката на гьоктюрките, които разтваряли горчиво кисело мляко във вода, за да подобрят вкуса му.
Турски речник от около 1000 г. определя айряна като „млечна напитка“.
Реджеп Ердоган, консервативен турски президент, популяризира айряна като национална напитка на Турция. Въпреки това айрянът съвсем не е най-консумираната безалкохолна напитка в Турция.